# Gare de Cruchten
La gare de Cruchten est une gare ferroviaire luxembourgeoise de la ligne 1, de Luxembourg à Troisvierges-frontière, située à Cruchten sur le territoire de la commune de Nommern, dans le canton de Mersch.
Elle est mise en service en 1862 par la Compagnie des chemins de fer de l'Est, l'exploitant des lignes de la Société royale grand-ducale des chemins de fer Guillaume-Luxembourg.
C'est une halte voyageurs de la Société nationale des chemins de fer luxembourgeois (CFL), desservie par des trains Regionalbunn (RB) uniquement.

## Situation ferroviaire
Établie à 220 mètres d'altitude, la gare de Cruchten est située au point kilométrique (PK) 40,340 de la ligne 1 de Luxembourg à Troisvierges-frontière, entre les gares de Mersch et de Colmar-Berg.

## Histoire

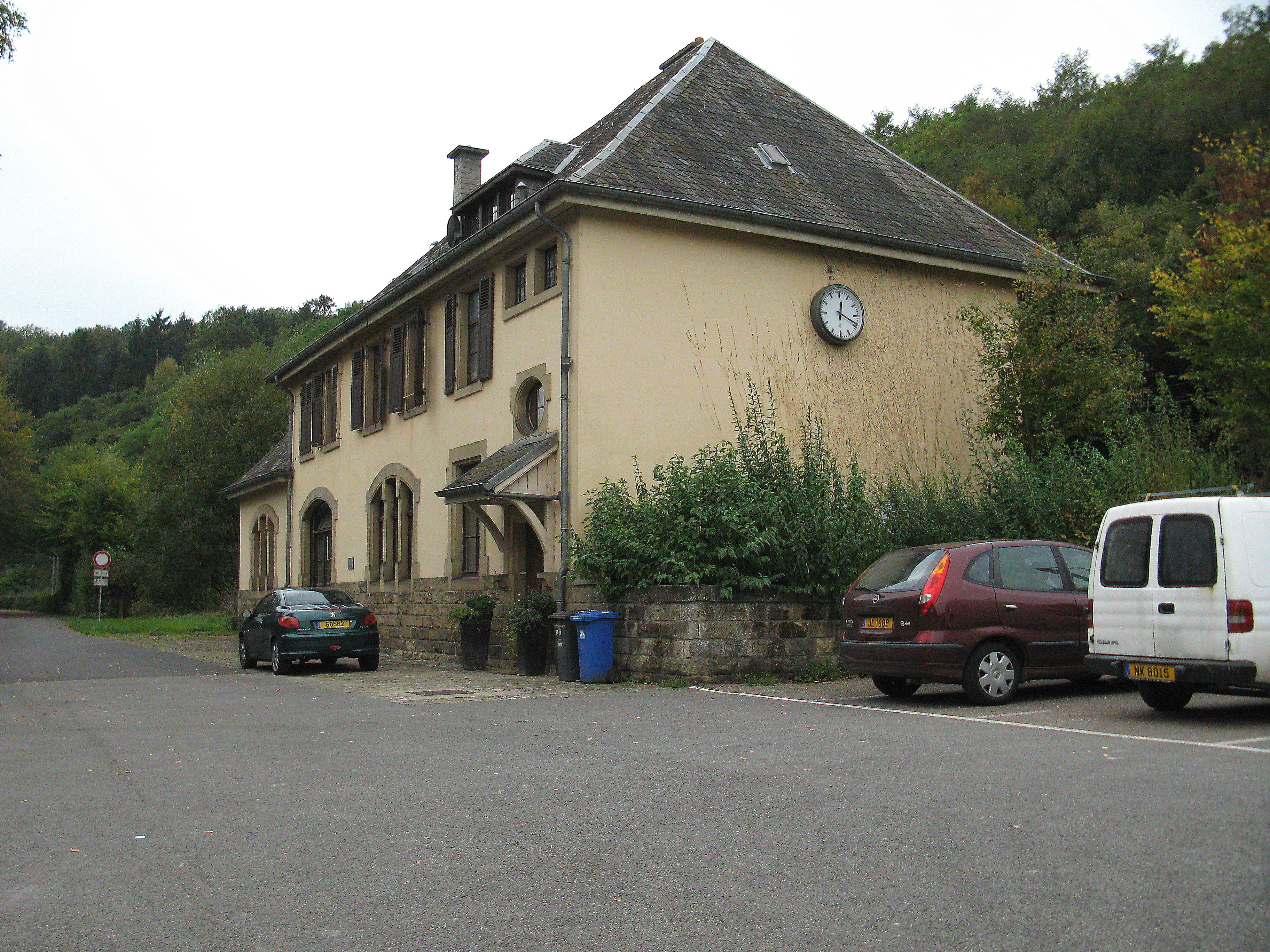
L'ancien bâtiment voyageurs.

La station de Cruchten est mise en service par la Compagnie des chemins de fer de l'Est, l'exploitant des lignes de la Société royale grand-ducale des chemins de fer Guillaume-Luxembourg, lors de l'ouverture à l'exploitation de la section de Luxembourg à Ettelbruck le 21 juillet 1862,. Qualifié de village, Cruchten, qui compte alors 280 habitants, était à l'époque la sixième station de la ligne à cinq kilomètres de Mersch.
Le 20 février 1882, elle devient la gare d'origine de la ligne de Cruchten à Larochette des chemins de fer secondaires luxembourgeois, à voie métrique. Cette ligne est fermée le 2 mai 1948.

## Service des voyageurs

### Accueil
Halte CFL, c'est un point d'arrêt non géré à entrée libre. La halte est équipée de deux abris et d'un automate pour l'achat de titres de transport.

### Desserte
Cruchten est desservie par des trains Regionalbunn (RB) de la ligne Luxembourg - Ettelbruck - Diekirch,.

### Intermodalité
Un parc pour les vélos (9 places) et un parking pour les véhicules (27 places) y sont aménagés. La gare est desservie à distance, à l'arrêt Cruchten, Schléf, par la ligne 231 du Régime général des transports routiers.